# Hči mestnega sodnika (film)
Hči mestnega sodnika je slovenska zgodovinska dramska TV igra iz leta 1994, posneta po istoimenski povesti Josipa Jurčiča.
Dogaja se v srednjem veku.

## Kritike
Vesna Marinčič (Delo) je menila, da bi to igro zavrnili v Bruslju in pa Slovanom naklonjeni narodi, ter da so do konca zdržali le osli in se vprašala, kaj so potem tisti, ki so igro ustvarili oziroma odobrili. Jerneja Novaka, Andreja Stojana in urednika Tonija Tršarja je označila za nesposobneže, ki si tega ne priznajo in se tudi vprašala, zakaj bi Novak in Stojan to storila, saj se Tršar ob snemanju nove tv igre vedno obrne nanju. Opazila je, da se nastopajoči v določenih intervalih počakajo po dva in dva ter si takoj privoščijo dialog in pa, da imajo tu svojo vlogo rekviziti (konja, s katerim oba protagonista odideta s prizorišča in grozdje, ki ga hudobni graščak med dialogom zoba ali valja po rokah). Spopadi so se ji zdeli neprepričljivi, pri masovnih prozorih pa jo je motilo, da tako izobraženi kot drhal vzklikajo: »tako je«. Kljub znani zgodbi se je spraševala, zakaj je Končarjev lik zabodel Ribičinega. Hči mestnega sodnika se ji je v »patološko izvirnih prijemih« vseh članov ekipe zdela enaka prejšnjim izvirnim igram. Zaradi maske ter bujnih lasulj in brad so ji bili vsi igralci enaki in menila je, da je Slavko Cerjak sredi »butalskega dizastra« edini videti normalen. Ni verjela, da je skladatelj Golob z vivaldijevskimi, wagnerijanskimi in monteverdijevskimi melodijami mislil resno.

## Zasedba
- Tanja Ribič
- Roman Končar
- Slavko Cerjak
- Evgen Car: Sušnja

## Ekipa
- režiser: Andrej Stojan
- glasba: Jani Golob
- dramaturg: Jernej Novak